# Røven fuld af penge
Røven fuld af penge er en amerikansk komediefilm fra 1980 instrueret og skrevet af Harold Ramis og med Chevy Chase, Rodney Dangerfield, Ted Knight, Michael O'Keefe og Bill Murray i hovedrollerne. Filmen blev i 1988 efterfulgt af Røven fuld af penge 2.

## Medvirkende
- Chevy Chase
- Rodney Dangerfield
- Ted Knight
- Michael O'Keefe
- Bill Murray
- Sarah Holcomb
- Scott Colomby
- Cindy Morgan
- Henry Wilcoxon
- Albert Salmi
- Elaine Aiken
- John F. Barmon Jr.
- Brian Doyle-Murray
- Jackie Davis
- Hamilton Mitchell